# Sauris angulosa
Sauris angulosa är en fjärilsart som beskrevs av W. Warren 1896. Sauris angulosa ingår i släktet Sauris och familjen mätare. Inga underarter finns listade.